# Championnat du monde militaire de handball
Le championnat du monde militaire de handball est un ancien tournoi international de handball qui a réuni tous les un à deux ans entre 1982 et 2015 des équipes nationales militaire sous l'égide du Conseil international du sport militaire (CISM). En 1999, 2007 et 2015, la compétition a eu lieu dans le cadre des Jeux mondiaux militaires.

## Palmarès
| Édition | Année       | Pays organisateur | Champion             | Finaliste    | Troisième       |
| ------- | ----------- | ----------------- | -------------------- | ------------ | --------------- |
| 1       | 1982        | France            | Allemagne de l'Ouest | Chine        | France          |
| 2       | 1984        | Italie            | Allemagne de l'Ouest | France       | Italie          |
| 3       | 1986        | Algérie           | Allemagne de l'Ouest | Algérie      | France          |
| 4       | 1987        | Arabie saoudite   | Allemagne de l'Ouest | Égypte       | Belgique        |
| 5       | 1990        | Nigeria           | Allemagne            | Belgique     | Cameroun        |
| 6       | 1992        | Pologne           | Corée du Sud         | Russie       | Tchécoslovaquie |
| 7       | 1993        | Égypte            | Égypte               | France       | Russie          |
| 8       | 1994,       | France            | France               | Roumanie     | Égypte          |
| 9       | 1996        | Corée du Sud      | Corée du Sud         | Chine        | Lettonie        |
| 10      | 1997        | Allemagne         | Russie               | Corée du Sud | Égypte          |
| 11      | 1998        | Roumanie          | Égypte               | Biélorussie  | Roumanie        |
| 12      | 1999JM      | Croatie           | Biélorussie          | Croatie      | Égypte          |
| 13      | 2001        | Syrie             | Syrie                | Corée du Sud | Allemagne       |
| 14      | 2002        | Lituanie          | Biélorussie          | Lituanie     | Lettonie        |
| 15      | 2004        | Lettonie          | Lettonie             | Lituanie     | Corée du Sud    |
| 16      | 2007 (pl)JM | Inde              | Biélorussie          | Lettonie     | Lituanie        |
| -       | 2009        | Lettonie          | annulé               | annulé       | annulé          |
| 17      | 2015JM,     | Corée du Sud      | Égypte               | Qatar        | Corée du Sud    |

## Bilan
| Rang | Pays            | Médaille d'or, monde | Médaille d'argent, monde | Médaille de bronze, monde |
| ---- | --------------- | -------------------- | ------------------------ | ------------------------- |
| 1    | Allemagne       | 5                    | 0                        | 0                         |
| 4    | Égypte          | 3                    | 1                        | 3                         |
| 3    | Biélorussie     | 3                    | 1                        | 0                         |
| 4    | Corée du Sud    | 2                    | 2                        | 2                         |
| 5    | France          | 1                    | 2                        | 2                         |
| 6    | Lettonie        | 1                    | 1                        | 2                         |
| 7    | Russie          | 1                    | 1                        | 1                         |
| 8    | Syrie           | 1                    | 0                        | 0                         |
| 9    | Lituanie        | 0                    | 2                        | 1                         |
| 10   | Chine           | 0                    | 2                        | 0                         |
| 11   | Belgique        | 0                    | 1                        | 1                         |
| 11   | Roumanie        | 0                    | 1                        | 1                         |
| 13   | Algérie         | 0                    | 1                        | 0                         |
| 13   | Croatie         | 0                    | 1                        | 0                         |
| 13   | Qatar           | 0                    | 1                        | 0                         |
| 16   | Italie          | 0                    | 0                        | 1                         |
| 16   | Cameroun        | 0                    | 0                        | 1                         |
| 16   | Tchécoslovaquie | 0                    | 0                        | 1                         |

## Résultats détaillés

### Édition 1984
La deuxième édition du championnat du monde militaire s'est déroulée à Bolzano en Italie du 20 au 29 juin 1984,
Le tournoi a enregistré la participation de sept pays :  Italie (pays hôte),  Allemagne de l'Ouest (tenant du titre),  France (bataillon de Joinville),  Belgique,  RP Congo,  Gabon, et  Pays-Bas.

#### Tour préliminaire
Dans le groupe 1, parmi les résultats, on trouve :
- France bat  Gabon 27-22[5]
- France bat  Belgique 24-21[5]
- Italie bat  France 30 à 27[5]
- Italie bat  Belgique 24-21 (mi-temps : 10-08)[6].

L'Italie et la France sont qualifiés pour la poule finale à quatre.
Dans le groupe 2, parmi les résultats, on trouve :
- Allemagne de l'Ouest bat  RP Congo 25 à 22 (mi-temps : 14-13).

La RFA et les Pays-Bas sont qualifiés pour la poule finale à quatre.

#### Tour final
Parmi les résultats, on trouve :
- France bat  Italie 31-25[5]
- Allemagne de l'Ouest bat  France 26-22[5] ou  22-18[6].
- Allemagne de l'Ouest bat  Italie 19-17[6].
- France bat  Pays-Bas ??-??

#### Bilan
Le classement final est, :
1. Allemagne de l'Ouest
2. France
3. Italie
4. Pays-Bas
5. RP Congo
6. Belgique
7. Gabon

#### Statistiques et récompenses
Le classement des buteurs est :
1. Franco Chionchio, 38 buts.
2. Frank Perchicot, 34 buts.
3. Bakary Crueye, 32 buts.

Les meilleurs joueurs sont :
1. David Néguédé 26 points.
2. Lionello Teofile, 24 points.
3. Antoine Bissejou, 20 points.

Enfin, le classement du fair-play est :
1. Belgique
2. Pays-Bas

#### Effectifs
L'effectif de la France, deuxième, était :
- Patrick Appenzeller (GB, ASPTT Mulhouse)
- Frédéric Perez (GB, ES St-Martin-d'Hères)
- Jean-Luc Thiébaut (GB, Stella Saint-Maur)
- Luc Valetti (GB, ASPTT Metz)
- Brice Bernasson (ES St-Martin-d'Hères)
- Thierry Mayeur (Stade Messin EC)
- Frank Perchicot (Stade Marseillais UC)
- Luc Philippy (Stade Marseillais UC)
- Guy Ternel (Carabiniers de Billy-Montigny)
- Éric Vuille (ASL Robertsau)
- Alain Portes (USAM Nîmes)
- Thierry Brunet (Stade Marseillais UC)
- Joël Hernandez (Stade Toulousain)
- David Néguédé (US Dunkerque)
- Jean-Marc Piot (USM Gagny)
- Claude Pullicino (CSL Dijon).

### Édition 1986
La troisième édition du championnat du monde militaire de handball s'est déroulée du 9 au 16 avril 1986 à Alger dans la salle Harcha Hassen. Neuf pays ont participé à la compétition.

#### Groupe A
Les résultats ne sont pas connus mais le classement final du Groupe A est :
1. Allemagne de l'Ouest 4 points,
2. France 2 points,
3. Égypte 0 points.

#### Groupe B
Parmi les résultats on trouve :
- Algérie bat  Belgique 21 à 14.
- Algérie bat  Cameroun 15 à 11.
- Algérie bat  Libye 31 à 16.

Le classement final du Groupe B est alors :
1. Algérie 6 points,
2. Cameroun 4 points,
3. Belgique 2 points,
4. Libye 0 points.

#### Phase finale
En finale,  Allemagne de l'Ouest bat  Algérie 20 à 14.
La  France aurait terminé troisième devant le  Cameroun.

#### Effectifs
L'effectif de l'Algérie, médaille d'argent, était :
- Mourad Boussebt (GB)
- Karim Kheddar (GB)
- Salah Mosbah
- Djamel Mekkaoui
- Nordine Taamallah
- Saïd Hadjazi
- Mansouri
- Toufik Kherraz
- Samir Gherdi
- Mustapha Moussaoui
- Oudria
- Ounis
- Siab
- Lecheheb[7]
- Mustapha Taamallah

Entraineurs
- Mekri et Bekkar.

#### Source
- Hamid Grine, L'almanach du sport algérien, t. 1, ANEP Editions, 1990, 589 p. (présentation en ligne), p. 380.

### Édition 1987
La quatrième édition du championnat du monde militaire de handball s'est déroulée à partir du 18 août au 1er septembre 1987 à Riyad en Arabie saoudite.
Les onze pays participants sont repartis dans trois poules de trois ou quatre équipes :
- Poule A :  Allemagne de l'Ouest,  Cameroun,  France et  Italie.
- Poule B :  Algérie,  Belgique,  Égypte et  Pays-Bas.
- Poule C :  Arabie saoudite,  Émirats arabes unis et  Soudan.

#### Modalités
A l'issue du premier tour, les deux premiers de chaque poule sont qualifiés pour la poule finale et les autres pour la poule de classement.

#### Premier tour
Poule A
| - Vendredi 21 août 1987 : - Allemagne de l'Ouest bat Italie 23 à 10. - Cameroun et France 22 à 22. - Samedi 22 août 1987 : - Allemagne de l'Ouest bat France 22 à 17. - Cameroun bat Italie 14 à 13. - lundi 24 août 1987 : - France bat Italie 27 à 18. - Allemagne de l'Ouest et Cameroun 22 à 22. | Le classement final de la Poule A est : 1. Allemagne de l'Ouest 2. Cameroun 3. France 4. Italie |

Poule B
| - Vendredi 21 août 1987 : - Algérie et Égypte 16 à 16. - Belgique bat Pays-Bas 16 à 14. - Dimanche 23 août 1987 : - Algérie est battu Pays-Bas 16 à 21. - Belgique est battu Égypte 17 à 26. - Mardi 25 août 1987 - Pays-Bas est battu Égypte 12 à 17. - Algérie est battu Belgique 17 à 21. | Le classement final de la Poule B est : 1. Égypte 2. Belgique 3. Pays-Bas 4. Algérie |

Poule C
| - Vendredi 21 août 1987 : - Arabie saoudite bat Soudan 40 à 18. - Samedi 22 août 1987 : - Émirats arabes unis bat Soudan 43 à 19. - lundi 24 août 1987 : - Arabie saoudite et Émirats arabes unis 26 à 26 | Le classement final de la Poule c est : 1. Émirats arabes unis 2. Arabie saoudite 3. Soudan |

#### Poule finale
| - Allemagne de l'Ouest bat Arabie saoudite 31 à 18 - Cameroun est battu par Émirats arabes unis 23 à 27 - Égypte bat Belgique 22 à 15 - Allemagne de l'Ouest bat Émirats arabes unis 30 à 16 - Arabie saoudite est battu par Belgique 24 à 25 - Cameroun est battu par Égypte 14 à 21 - Allemagne de l'Ouest bat Belgique 34 à 17 - Émirats arabes unis est battu par Égypte 17 à 30 - Arabie saoudite est battu par Cameroun 21 à 24 - Allemagne de l'Ouest bat Égypte 22 à 11 - Belgique bat Cameroun 20 à 13 - Émirats arabes unis bat Arabie saoudite 30 à 28 - Égypte bat Arabie saoudite 21 à 18 - Belgique bat Émirats arabes unis 30 à 28 - Allemagne de l'Ouest bat Cameroun 32 à 21 | Le classement final est : \| \| Équipe \| Pts \| J \| G \| N \| P \| Bp \| Bc \| Diff \| \| - \| -------------------- \| --- \| - \| - \| - \| - \| --- \| --- \| ---- \| \| 1 \| Allemagne de l'Ouest \| 10 \| 5 \| 5 \| 0 \| 0 \| 149 \| 83 \| 66 \| \| 2 \| Égypte \| 8 \| 5 \| 4 \| 0 \| 1 \| 105 \| 86 \| 19 \| \| 3 \| Belgique \| 6 \| 5 \| 3 \| 0 \| 2 \| 107 \| 121 \| -14 \| \| 4 \| Émirats arabes unis \| 4 \| 5 \| 2 \| 0 \| 3 \| 118 \| 141 \| -23 \| \| 5 \| Cameroun \| 2 \| 5 \| 1 \| 0 \| 4 \| 95 \| 121 \| -26 \| \| 6 \| Arabie saoudite \| 0 \| 5 \| 0 \| 0 \| 5 \| 109 \| 131 \| -22 \| La compétition est remportée par l' Allemagne de l'Ouest devant l' Égypte et la Belgique. |     |   |   |   |   |     |     |      |
| | Équipe | Pts | J | G | N | P | Bp  | Bc  | Diff |
| 1 | Allemagne de l'Ouest | 10  | 5 | 5 | 0 | 0 | 149 | 83  | 66   |
| 2 | Égypte | 8   | 5 | 4 | 0 | 1 | 105 | 86  | 19   |
| 3 | Belgique | 6   | 5 | 3 | 0 | 2 | 107 | 121 | -14  |
| 4 | Émirats arabes unis | 4   | 5 | 2 | 0 | 3 | 118 | 141 | -23  |
| 5 | Cameroun | 2   | 5 | 1 | 0 | 4 | 95  | 121 | -26  |
| 6 | Arabie saoudite | 0   | 5 | 0 | 0 | 5 | 109 | 131 | -22  |

#### Poule de classement
| - Italie bat Soudan 25 à 24 - Pays-Bas bat Algérie 19 à 17 - Pays-Bas est battu par France 19 à 23 - Algérie bat Soudan 36 à 22 - Algérie bat Italie 25 à 21 - Soudan est battu par France 14 à 38 - Soudan est battu par Pays-Bas 10 à 28 - France bat Italie 29 à 13 - France bat Algérie 22 à 18 - Italie est battu par Pays-Bas 13 à 24 | Le classement final est : \| \| Équipe \| Pts \| J \| G \| N \| P \| Bp \| Bc \| Diff \| \| -- \| -------- \| --- \| - \| - \| - \| - \| --- \| --- \| ---- \| \| 7 \| France \| 8 \| 4 \| 4 \| 0 \| 0 \| 112 \| 64 \| 48 \| \| 8 \| Pays-Bas \| 6 \| 4 \| 3 \| 0 \| 1 \| 90 \| 63 \| 27 \| \| 9 \| Algérie \| 4 \| 4 \| 2 \| 0 \| 2 \| 96 \| 84 \| 12 \| \| 10 \| Italie \| 2 \| 4 \| 1 \| 0 \| 3 \| 72 \| 102 \| -30 \| \| 11 \| Soudan \| 0 \| 4 \| 0 \| 0 \| 4 \| 70 \| 127 \| -57 \| Remarque : malgré sa dernière place, le Soudan possède le meilleur buteur de la compétition : Eissa Ali. |     |   |   |   |   |     |     |      |
| | Équipe | Pts | J | G | N | P | Bp  | Bc  | Diff |
| 7 | France | 8   | 4 | 4 | 0 | 0 | 112 | 64  | 48   |
| 8 | Pays-Bas | 6   | 4 | 3 | 0 | 1 | 90  | 63  | 27   |
| 9 | Algérie | 4   | 4 | 2 | 0 | 2 | 96  | 84  | 12   |
| 10 | Italie | 2   | 4 | 1 | 0 | 3 | 72  | 102 | -30  |
| 11 | Soudan | 0   | 4 | 0 | 0 | 4 | 70  | 127 | -57  |

#### Source
- Ech Chaâb du lundi 24 août 1987 page 9.
- Conseil international du sport militaire, « Championnat du monde militaire de handball », CISM Magazine, no 73,‎ décembre 1987, p. 13 et 14 (lire en ligne, consulté le 30 novembre 2023)